# Utkur Salyamov
Utkur Salyamov (12 de abril de 1981) es un deportista uzbeko que compitió en judo. Ganó una medalla de bronce en el Campeonato Asiático de Judo de 2005 en la categoría de +100 kg.

## Palmarés internacional
| Campeonato Asiático | Campeonato Asiático  | Campeonato Asiático | Campeonato Asiático |
| Año                 | Lugar                | Medalla             | Categoría           |
| ------------------- | -------------------- | ------------------- | ------------------- |
| 2005                | Taskent (Uzbekistán) | Medalla de bronce   | +100 kg             |